# Luria cinerea
Luria cinerea, common name, the Atlantic gray cowry, là một loài ốc biển, là động vật thân mềm chân bụng sống ở biển trong họ Cypraeidae, họ ốc sứ.

## Miêu tả
Chiều dài tối đa của vỏ ốc được ghi nhận là 45 mm.

## Môi trường sống
Độ sâu tối thiểu được ghi nhận là 0 m. Độ sâu tối đa được ghi nhận là 1472 m.

## Hình ảnh

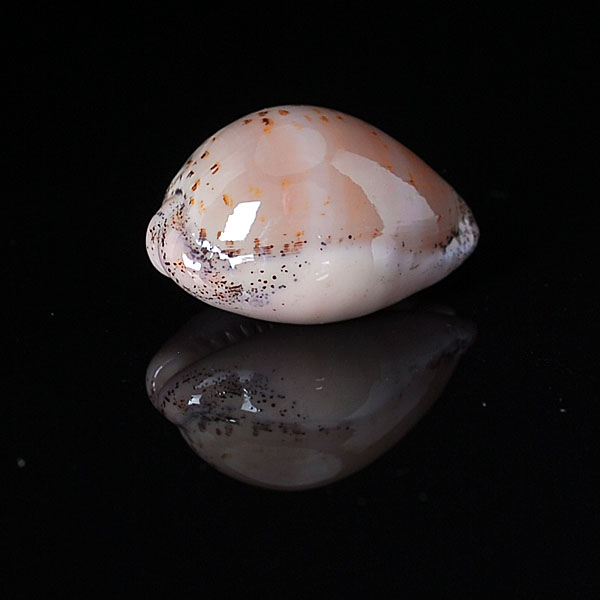
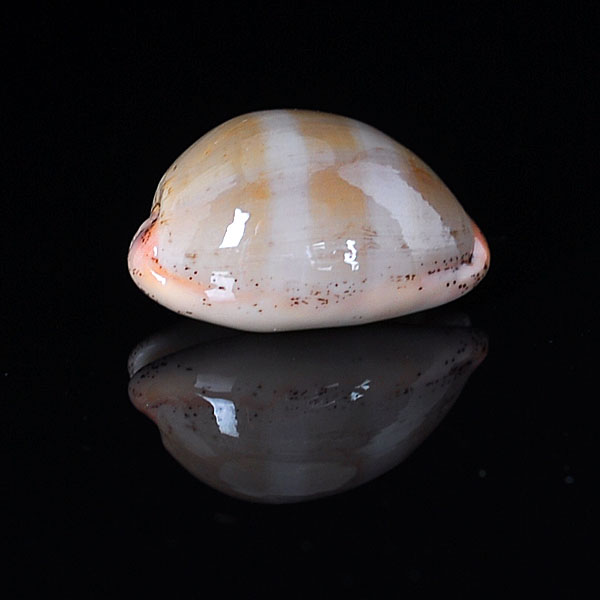